# Кыпчакские языки
Кыпча́кские языки — одна из самых крупных по числу языков (более 10) групп тюркских языков, восходящих к единому кыпчакскому языку. Другие названия: северо-западная, тау-группа и др.
Кыпчакские языки распространены по всей России от Балтики и Причерноморья до Кавказа и Урала вплоть до Сибири, а также в Казахстане, Кыргызстане, Таджикистане, Туркменистане, Узбекистане и частично, также в Монголии, Турции, Афганистане и Китае (Синьцзян-Уйгурский автономный район).

## Состав
Включает в себя следующие подгруппы:
- половецко-кыпчакская (западно-кыпчакская, кыпчако-куманская, кавказско-дагестанская, кыпчако-половецкая) — караимский, карачаево-балкарский, крымчакский (однако в современной разговорной и особенно в письменной речи крымчакского языка много огузских элементов) и кумыкский языки, а также мёртвые половецкий язык, мамлюкско-кыпчакский язык, армяно-кыпчакский язык. Крымскотатарский и урумский язык занимают промежуточное положение между кыпчакскими и огузскими языками (средний диалект и литературная норма являются половецко-кыпчакскими, степной диалект является ногайско-кыпчакским, южнобережный диалект является огузским). Ряд исследователей относят западный диалект татарского языка именно к данной подгруппе, а не к поволжско-кыпчакской;
- поволжско-кыпчакская (северо-кыпчакская, урало-поволжская, булгарско-кыпчакская, кыпчако-булгарская) — татарский и башкирский языки[1][2];
- кыпчакско-ногайская (кыпчако-казахская, дештийско-сибирская, ногайско-кыпчакская) — казахский, каракалпакский, ногайский, степной диалект крымскотатарского языка, добруджататарский, узбекско-ногайский;
- киргизско-кыпчакская (восточно-кыпчакская) — киргизский, южноалтайский, ферганско-кыпчакский.[3]

### Критика
Точка зрения (без деления кыпчакских языков на подгруппы) сформулирована в разделе О. А. Мудрака, написанном для коллективной монографии «Сравнительно-историческая грамматика тюркских языков. Региональные реконструкции» под редакцией Э. Р. Тенишева). При этом в основном разделе той же монографии выделяется северная (уральская) подгруппа кыпчакских языков, включающая в себя татарский, башкирский и барабинский языки.
Половецко-кыпчакская подгруппа разделяется рядом исследователей[кем?] на две подгруппы, в первую из которых входят караимский и крымскотатарский языки вместе со всеми этнолектами, а во вторую остальные (кумыкский, карачаево-балкарский и вымершие армяно-кыпчакский и мамлюкско-кыпчакский).
Также как киргизско-кыпчакские рассматриваются языки южноалтайский, ферганско-кыпчакский и киргизский. Иногда объединяются с ногайскими, но это уже в плане глоттохронологии ошибочно: киргизско-кыпчакский языковой тип оформился раньше разделения оставшегося кыпчакского ареала на поволжский, половецкий и ногайский ареалы, ногайский языковой тип, наоборот, является позднейшим из кыпчакских.

## Фонетические особенности

### Изменение ағ > ау
Важнейшим отличительным признаком кыпчакской группы считается изменение ағ, ағы, ағу > ау (тағ > тау — «гора») с возможным дальнейшим огублением обоих компонентов — тоу, тоо, туу, что наиболее последовательно осуществилось в киргизско-кыпчакской подгруппе, но прослеживается и в ряде других языков, например, в карачаево-балкарском.
В этом развитии существует ряд исключений:
а) в кыпчакских сочетание ағ развиваться может также в ай(ы) или аа (западнокыпчакское баула- и байла- — «связывать», киргизско-кыпчакское айыл при западнокыпчакском аул — «поселение», киргизско-кыпчакское саа- при западнокыпчакском сау- — «доить») — киргизско-кыпчакские формы могут объясняться монгольским влиянием (айил, саа-);
б) в половецко-кыпчакских развитие ағ в ау непоследовательно: караимское, крымскотатарское (южнобережное и литературное) дагъ — «гора» (но северно-крымское тау);
в) развитие ағ в ау встречается за пределами кыпчакской группы: или-тюркское и диалектное северноалтайское тау.